# Le Montet
Pour les articles homonymes, voir Montet.
Le Montet est une commune française rurale, située dans le département de l'Allier, en région Auvergne-Rhône-Alpes.
Ses habitants, au nombre de 469 au recensement de 2022, sont appelés les Montetois et les Montetoises.

## Géographie
Le Montet se situe dans le centre de l'Allier, dans le Bocage bourbonnais. La commune se situe à vol d'oiseau à 27 km au sud-ouest de Moulins, 42 km au nord-ouest de Vichy et 36 km à l'est-nord-est de Montluçon.
Le bourg est placé à proximité de la RCEA, Route Centre-Europe Atlantique, désormais l'autoroute A79, qui traverse le sud de la commune. Il se voit de très loin puisqu'il se situe sur une colline, au milieu du bocage, et se reconnaît grâce à la silhouette de son église à l'allure fortifiée, dressée au sommet de la colline à 482 mètres d'altitude, 50 mètres au-dessus de la plaine environnante.

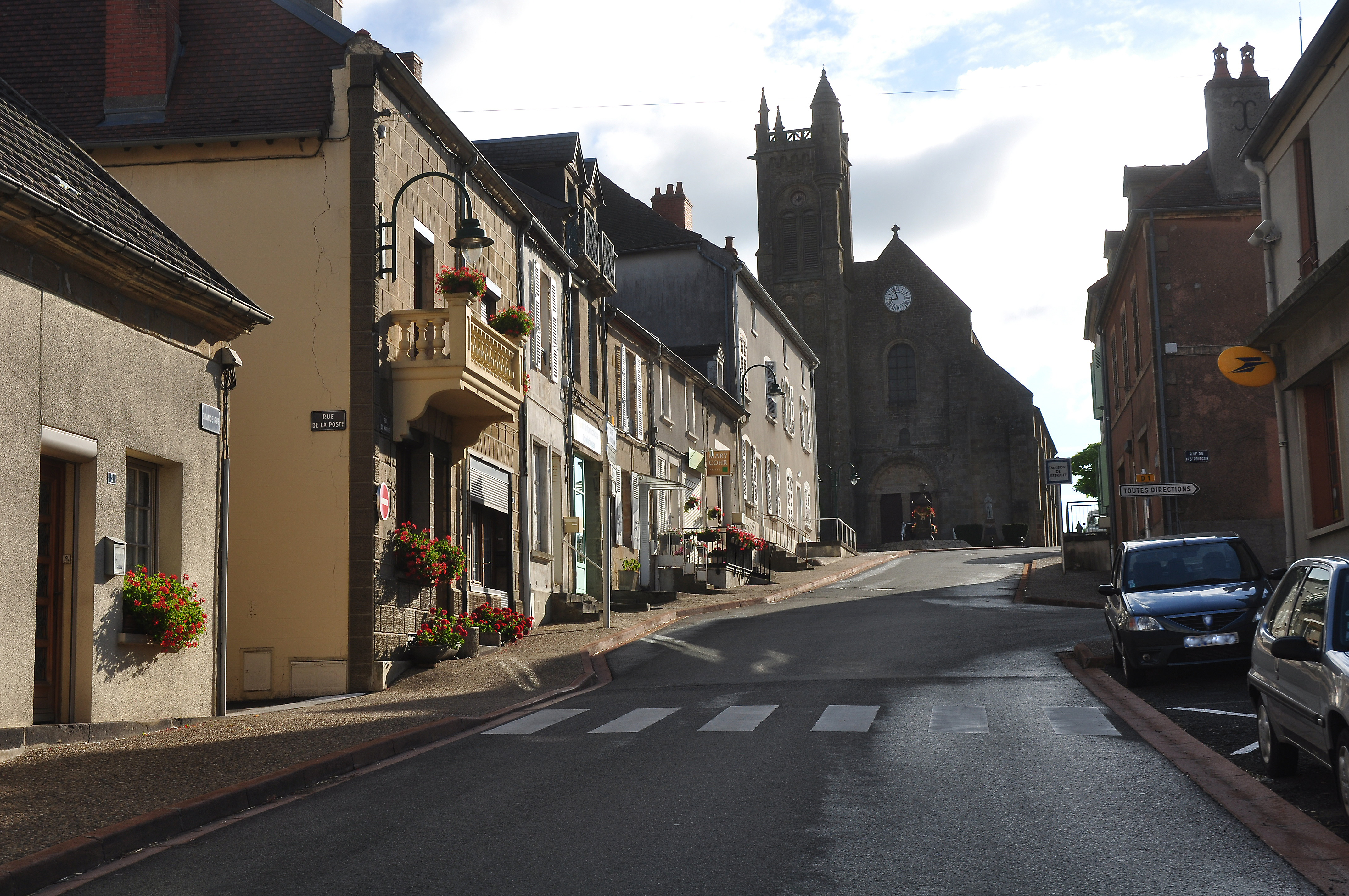
Église et route de Saint-Pourçain.

La commune se distingue par l'exiguïté de son territoire (1,77 km2 — le plus petit de l'Allier —, à comparer avec les 31 km2 de la commune voisine de Tronget) ; les limites de la commune s'éloignent à peine du bourg.
Depuis la Révolution et jusqu'aux élections départementales de 2015, Le Montet a été chef-lieu de canton du département de l'Allier (canton du Montet). Depuis ces élections, elle fait partie du canton de Souvigny.

### Communes limitrophes
Ses communes limitrophes sont :
| Rocles       |              | Tronget |
| Saint-Sornin | Montet       |         |
|              | Deux-Chaises |         |

### Climat
Pour des articles plus généraux, voir Climat d'Auvergne-Rhône-Alpes et Climat de l'Allier.
En 2010, le climat de la commune est de type climat océanique dégradé des plaines du Centre et du Nord, selon une étude du CNRS s'appuyant sur une série de données couvrant la période 1971-2000. En 2020, Météo-France publie une typologie des climats de la France métropolitaine dans laquelle la commune est dans une zone de transition entre le climat océanique altéré et le climat de montagne ou de marges de montagne et est dans une zone de transition entre les régions climatiques « Centre et contreforts nord du Massif Central » et « Ouest et nord-ouest du Massif Central ».
Pour la période 1971-2000, la température annuelle moyenne est de 10,3 °C, avec une amplitude thermique annuelle de 15,9 °C. Le cumul annuel moyen de précipitations est de 842 mm, avec 11,4 jours de précipitations en janvier et 7,2 jours en juillet. Pour la période 1991-2020, la température moyenne annuelle observée sur la station météorologique de Météo-France la plus proche, sur la commune de Montmarault à 13 km à vol d'oiseau, est de 11,2 °C et le cumul annuel moyen de précipitations est de 811,6 mm,. Pour l'avenir, les paramètres climatiques de la commune estimés pour 2050 selon différents scénarios d'émission de gaz à effet de serre sont consultables sur un site dédié publié par Météo-France en novembre 2022.

## Urbanisme

### Typologie
Au 1er janvier 2024, Le Montet est catégorisée bourg rural, selon la nouvelle grille communale de densité à 7 niveaux définie par l'Insee en 2022.
Elle est située hors unité urbaine et hors attraction des villes,.

### Occupation des sols

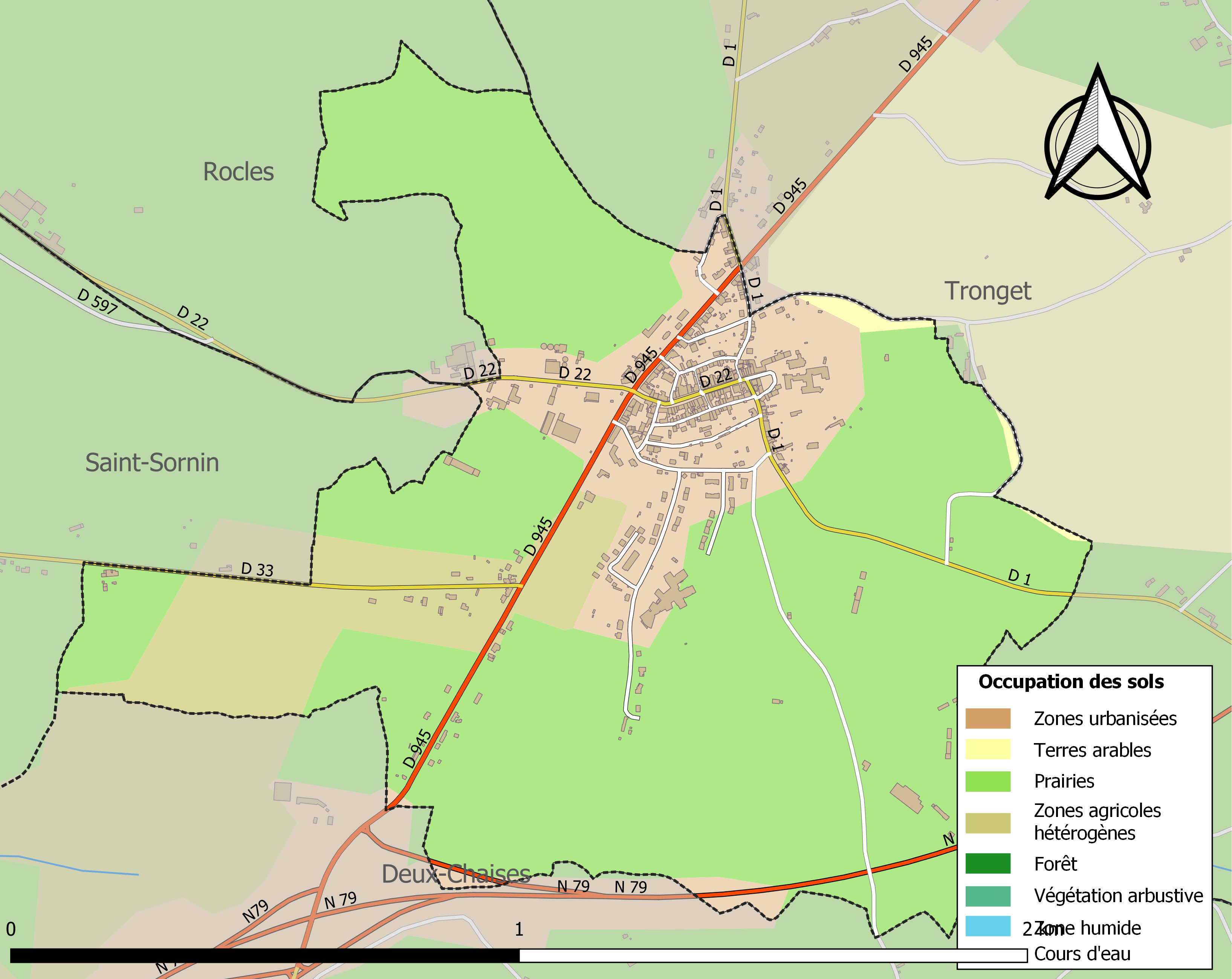
Carte des infrastructures et de l'occupation des sols de la commune en 2018 (CLC).

L'occupation des sols de la commune, telle qu'elle ressort de la base de données européenne d’occupation biophysique des sols Corine Land Cover (CLC), est marquée par l'importance des territoires agricoles (84,2 % en 2018), une proportion identique à celle de 1990 (84,2 %). La répartition détaillée en 2018 est la suivante : prairies (72,5 %), zones urbanisées (14,5 %), zones agricoles hétérogènes (10,8 %), zones industrielles ou commerciales et réseaux de communication (1,3 %), terres arables (0,8 %).
L'IGN met par ailleurs à disposition un outil en ligne permettant de comparer l’évolution dans le temps de l’occupation des sols de la commune (ou de territoires à des échelles différentes). Plusieurs époques sont accessibles sous forme de cartes ou photos aériennes : la carte de Cassini (XVIIIe siècle), la carte d'état-major (1820-1866) et la période actuelle (1950 à aujourd'hui).

## Histoire
Le site du Montet est très tôt habité grâce à sa situation défensive. Au Moyen Âge, le site devient Le Montet-aux-Moines, car un monastère dépendant de Saint-Michel-de-la-Cluse, en Piémont, s'y installe grâce à une donation des sires de Bourbon. La ville est alors dominée par le prieuré et son église, qui est l'une des plus grandes de la province du Bourbonnais. Archambaud III de Bourbon se fait ensevelir dans cette église (il portait aussi le nom d'Archambault du Montet).
Le pape Urbain II s'y arrête en novembre 1095, sur sa route pour le concile de Clermont.
La ville est close de remparts et son importance militaire est liée à la situation dominante de son église qui est fortifiée. Mais en 1568, pendant les guerres de religion, les huguenots brûlent la ville après leur victoire sur les catholiques à la bataille de Cognat. La ville est saccagée.
La ville faisait partie de la châtellenie de Murat, dont le siège a été transféré à Montmarault en 1687.
Pendant la Révolution française, le nom Le Montet-aux-Moines fut écourté en Le Montet.

## Politique et administration

### Découpage territorial
La commune du Montet est membre de la communauté de communes du Bocage Bourbonnais, un établissement public de coopération intercommunale (EPCI) à fiscalité propre créé le 1er janvier 2017 dont le siège est à Bourbon-l'Archambault. Ce dernier est par ailleurs membre d'autres groupements intercommunaux.
Sur le plan administratif, elle est rattachée à l'arrondissement de Moulins, au département de l'Allier, en tant que circonscription administrative de l'État, et à la région Auvergne-Rhône-Alpes. Avant le redécoupage cantonal, la commune était chef-lieu de canton.
Sur le plan électoral, elle dépend du canton de Souvigny pour l'élection des conseillers départementaux, depuis le redécoupage cantonal de 2014 entré en vigueur en 2015, et de la première circonscription de l'Allier pour les élections législatives, depuis le dernier découpage électoral de 2010 (troisième circonscription avant 2010).

### Élections municipales et communautaires

#### Élections de 2020
Le conseil municipal du Montet, commune de moins de 1 000 habitants, est élu au scrutin majoritaire plurinominal à deux tours avec candidatures isolées ou groupées et possibilité de panachage. Compte tenu de la population communale, le nombre de sièges à pourvoir lors des élections municipales de 2020 est de 11. Sur les vingt-deux candidats en lice, onze ont été élus dès le premier tour, le 15 mars 2020, avec un taux de participation de 65,96 %.

#### Liste des maires
| Période                                  | Période                    | Identité                  | Étiquette | Qualité                                                                                          |
| ---------------------------------------- | -------------------------- | ------------------------- | --------- | ------------------------------------------------------------------------------------------------ |
| Les données manquantes sont à compléter. |                            |                           |           |                                                                                                  |
| 1870                                     | 1874                       | Charles-Frédéric Forichon |           |                                                                                                  |
| 1874                                     | 1877                       | Jacques-François Blanchet |           |                                                                                                  |
| 1878                                     | 1888                       | Jacques-Henri Place       |           |                                                                                                  |
| 1888                                     | 1909                       | Charles-Frédéric Forichon |           |                                                                                                  |
| 1910                                     | 1918                       | Maurice Debaux            |           |                                                                                                  |
| 1919                                     | 1924                       | Gilbert Gaulier           |           |                                                                                                  |
| 1925                                     | 1930                       | Alexandre Fratissier      |           |                                                                                                  |
| 1930                                     | 1944                       | Arthur Brun               |           |                                                                                                  |
| 1944                                     | 1945                       | Jacques Michel            |           |                                                                                                  |
| 1945                                     | 1953                       | Alfred Bourgeon           |           |                                                                                                  |
| 1953                                     | 1972                       | Charles Blanchet          | CNI       | Médecin                                                                                          |
| 1972                                     | 1981                       | Jean Pioton               |           |                                                                                                  |
| 1981                                     | 1995                       | Roger Bridot              |           |                                                                                                  |
| 1995                                     | mars 2008                  | Pierre Luet               |           |                                                                                                  |
| mars 2008                                | mai 2020                   | Jean-Pierre Jeudy         | ? puis LR | Retraité                                                                                         |
| mai 2020                                 | 2022 (démission)           | Alain Perrier             |           |                                                                                                  |
| 13 mai 2022                              | En cours (au 25 juin 2022) | Sylvette Desnauds,        |           | Retraitée Présidente du regroupement pédagogique intercommunal Deux-Chaises / Le Montet / Rocles |

## Population et société

### Démographie
Au XIXe siècle, le village voisin de Tronget se développe beaucoup plus que Le Montet grâce à sa situation sur la ligne ferroviaire Montluçon-Moulins. Encore aujourd'hui, Tronget possède presque deux fois plus d'habitants que Le Montet. Le Montet est resté tout de même chef-lieu de canton jusqu'en mars 2015.
Les habitants du Montet sont appelés les Montetois et les Montetoises.
L'évolution du nombre d'habitants est connue à travers les recensements de la population effectués dans la commune depuis 1793. Pour les communes de moins de 10 000 habitants, une enquête de recensement portant sur toute la population est réalisée tous les cinq ans, les populations de référence des années intermédiaires étant quant à elles estimées par interpolation ou extrapolation. Pour la commune, le premier recensement exhaustif entrant dans le cadre du nouveau dispositif a été réalisé en 2008.

En 2022, la commune comptait 469 habitants, en évolution de +0,43 % par rapport à 2016 (Allier : −1,38 %, France hors Mayotte : +2,11 %).
| 1793 | 1800 | 1806 | 1821 | 1831 | 1836 | 1841 | 1846 | 1851 |
| ---- | ---- | ---- | ---- | ---- | ---- | ---- | ---- | ---- |
| 360  | 313  | 275  | 368  | 472  | 526  | 600  | 664  | 676  |

| 1856 | 1861 | 1866 | 1872 | 1876 | 1881 | 1886 | 1891 | 1896 |
| ---- | ---- | ---- | ---- | ---- | ---- | ---- | ---- | ---- |
| 686  | 758  | 691  | 720  | 769  | 809  | 720  | 721  | 709  |

| 1901 | 1906 | 1911 | 1921 | 1926 | 1931 | 1936 | 1946 | 1954 |
| ---- | ---- | ---- | ---- | ---- | ---- | ---- | ---- | ---- |
| 665  | 650  | 660  | 577  | 560  | 566  | 562  | 575  | 595  |

| 1962 | 1968 | 1975 | 1982 | 1990 | 1999 | 2006 | 2008 | 2013 |
| ---- | ---- | ---- | ---- | ---- | ---- | ---- | ---- | ---- |
| 582  | 583  | 505  | 544  | 534  | 502  | 509  | 511  | 485  |

| 2018 | 2022 | - | - | - | - | - | - | - |
| ---- | ---- | - | - | - | - | - | - | - |
| 468  | 469  | - | - | - | - | - | - | - |

## Culture locale et patrimoine

### Lieux et monuments

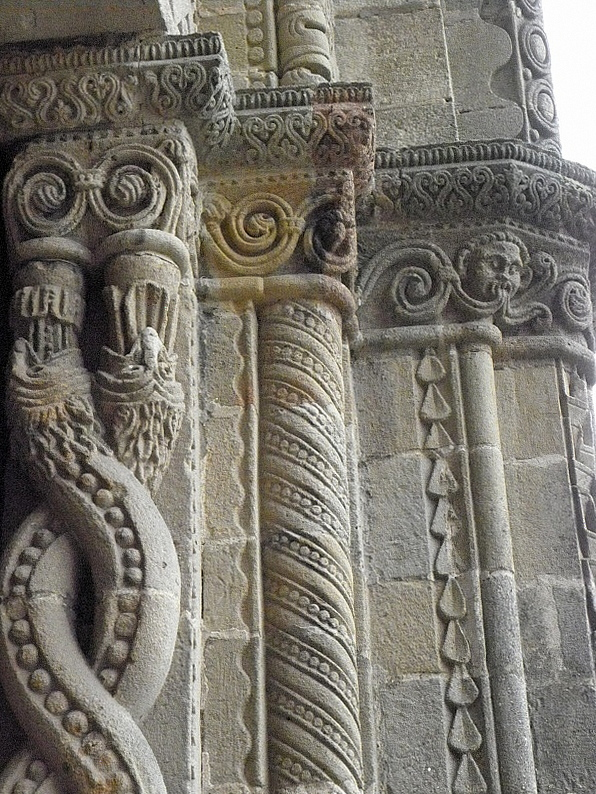
Portail occidental de l'église - éléments sculptés.

- L'église romane bourguignonne Saint-Gervais-et-Saint-Protais, avec un portail sculpté de figures géométriques. Elle faisait partie d'un prieuré qui dépendait de l'abbaye piémontaise de Saint-Michel-de-la-Cluse. Elle fait partie des nombreuses églises romanes du pays de Souvigny et avant la destruction du transept et du chœur à chapelles rayonnantes au XIXe une des plus grandes. Elle est classée Monument historique depuis 1998[30]
- L'hôpital du Montet, appelé Hôtel Céleste, ouvert en 1859, proche du parvis de l'église. Ce nom, lié au décès accidentel de la comtesse Céleste de Bourbon Busset au Montet, est encore visible aujourd'hui au fronton de ce qui est devenu un EHPAD[31].
- Château de Laly,  ancienne maison forte attestée au XVIe siècle et remaniée en manoir au XIXe siècle.

### Personnalités liées à la commune
- Archambaud III, sire de Bourbon (XIe siècle), dit Archambaud le Jeune ou le Blanc ou encore Archambaud du Montet, parce qu'il fit construire l'église du Montet et qu'il y fut inhumé.
- André Chérasse (1906-1997), né au Montet, député de Seine-Maritime de 1962 à 1967.

### Héraldique
|  | Les armes de la commune se blasonnent ainsi : Coupé au 1er d’or au lion issant de gueules accompagné de cinq coquilles d’azur ordonnées en orle, au 2e aussi d’or mantelé d’azur. |